# Bahamas vid världsmästerskapen i friidrott 2023
Bahamas tävlade vid världsmästerskapen i friidrott 2023 i Budapest i Ungern mellan den 19 och 27 augusti 2023.

## Resultat
Bahamas trupp bestod av 11 idrottare.

### Herrar
Gång- och löpgrenar
| Idrottare          | Gren           | Försöksheat | Försöksheat | Semifinal        | Semifinal        | Final            | Final            |
| Idrottare          | Gren           | Resultat    | Placering   | Resultat         | Placering        | Resultat         | Placering        |
| ------------------ | -------------- | ----------- | ----------- | ---------------- | ---------------- | ---------------- | ---------------- |
| Terrence Jones     | 100 meter      | 10,32       | 6           | Gick inte vidare | Gick inte vidare | Gick inte vidare | Gick inte vidare |
| Steven Gardiner    | 400 meter      | 44,65       | 1 Q         | 0DNF0            | 0DNF0            | Gick inte vidare | Gick inte vidare |
| Alonzo Russell     | 400 meter      | 46,95       | 6           | Gick inte vidare | Gick inte vidare | Gick inte vidare | Gick inte vidare |
| Shakeem Hall-Smith | 400 meter häck | 49,61       | 7           | Gick inte vidare | Gick inte vidare | Gick inte vidare | Gick inte vidare |

Teknikgrenar
| Donald Thomas | Höjdhopp  | 2,25 | 16 | Gick inte vidare | Gick inte vidare | Gick inte vidare | Gick inte vidare |
| LaQuan Nairn  | Längdhopp | NM   | NM | Gick inte vidare | Gick inte vidare |                  |                  |

### Damer
Gång- och löpgrenar
| Idrottare           | Gren           | Försöksheat | Försöksheat | Semifinal        | Semifinal        | Final            | Final            |
| Idrottare           | Gren           | Resultat    | Placering   | Resultat         | Placering        | Resultat         | Placering        |
| ------------------- | -------------- | ----------- | ----------- | ---------------- | ---------------- | ---------------- | ---------------- |
| Anthonique Strachan | 100 meter      | —           | —           | —                | —                | —                | —                |
| Anthonique Strachan | 200 meter      | 22,31       | 1 Q         | 22,30            | 3 q              | 22,29            | 6                |
| Shaunae Miller-Uibo | 400 meter      | 52,65 0SB0  | 7           | Gick inte vidare | Gick inte vidare | Gick inte vidare | Gick inte vidare |
| Devynne Charlton    | 100 meter häck | 12,44 0NR0  | 2 Q         | 12,49            | 2 Q              | 12,52            | 4                |

Teknikgrenar
| Idrottare       | Gren          | Kval    | Kval      | Final            | Final            |
| Idrottare       | Gren          | Distans | Placering | Distans          | Placering        |
| --------------- | ------------- | ------- | --------- | ---------------- | ---------------- |
| Charisma Taylor | Tresteg       | 13,51   | 29        | Gick inte vidare | Gick inte vidare |
| Rhema Otabor    | Spjutkastning | 53,62   | 33        | Gick inte vidare | Gick inte vidare |